# Último Resorte
Último Resorte va ser un grup punk i, en els seus últims anys, hardcore punk, de Barcelona, amb un paper decisiu en la història del punk en aquesta ciutat. Després de la primera onada del punk barceloní de grups com La Banda Trapera del Río, Basura i Mortimer, Último Resorte va ser el grup que va mantenir viva la flama del punk en el canvi de dècada.
L'any 1979, es va formar el grup i va fer la seva primera actuació en directe al manicomi de Sant Boi del Llobregat. El març de 1981 van tocar a la sala Década. No van publicar fins al 1982 havent passat diverses mutacions i canvis d'estil però sempre amb la parella formada per Silvia Escario, Juan Ramón Ferrando Juanito van publicar el seu primer EP, un dels primers discos punk amb un so brut so amb set temes. Rosa, Strong i Peter eren els altres tres components del grup. El 1983 van publicar el seu segon disc, l'EP de 12 Una causa sin fondo, amb millor i més madur so. Es van dissoldre en els primers mesos de 1984.

## Discografia
- Último Resorte, Flor y Nata (1982), EP
- Una causa sin fondo (Flor y Nata (1983), EP 12"
- Post mortem (Tralla Records, 1994), LP maqueta gravada en abril de 1981.
- Qué difícil es ser punk (Outline Records, 2001)